# Nguikouassima
Nguikouassima est un village du Cameroun situé dans le département de la Kadey et la région de l'Est. Il est localisé dans la commune de Nguelebok.

## Population
En 1966, le village comptait 167 habitants, principalement des kaka.
En 2012, on y a dénombré 315 personnes.

## Infrastructures
Nguikouassima dispose notamment d'un forage hydraulique, d'une école parentale, d'une école publique.